# 오연상
오연상(吳演相, 1957년 1월 27일 ~ )은 대한민국의 의사이다.
1987년 1월 14일 남영동 대공분실에서 물고문으로 죽은 박종철을 검안한 후, 고문치사 가능성을 최초로 제기하는 용기있는 행동으로 사건 현장의 진실을 밝히는데 결정적인 역할을 하였다.

## 박종철 고문치사 사건 관련
제5공화국 말기였던 1987년 중앙대학교 용산병원 전임강사로 재직하고 있었다. 1월 14일 11시 45분쯤  대공분실에서 온 수사관 3명과 간호사 1명과 함께 앰뷸런스를 타고 대공분실 5층 509호 조사실로 왕진을 갔다.
현장에서 팬티만 입고 침대에 누워있는 젊은 남자에게 심폐소생술을 실시하고, 심장에 강심제를 주사했는데도 소생할 기미가 없어 30분 뒤 사망진단을 내렸다. 대공분실에서는 담요로 시체를 싼 뒤 들것에 실어 용산병원으로 옮기려 하였으나, 오연상은 긴급히 병원으로 연락하여 시체를 병원으로 들어오지 못하도록 하여 “병원 응급실에 들어왔을 때까지 살아 있었다”고 우기려는 시도를 미리 막았다. 1월 16일 찾아온 기자들에게 물고문을 증언하고, 그 날 저녁 용산 그레이스호텔(현재 신원빌딩)에 끌려가 24시간 동안 검찰 조사를 받았다. 1월 17일 신길산업 간판을 단 신길동 대공분실에서 다시 조사를 받고, 일주일간 도피생활을 했다.
이후 협박과 비난에 시달렸으며 경찰의 감시가 이어졌다.

## 이후
정치권으로부터 많은 정계입문 권유를 뿌리치고 의사의 길을 걸어왔다.
워낙 독재정권의 서슬이 퍼렇던 시절이어서 진실을 말하는 데 부담이 있었지만 어영부영 넘어가는 것도 위험하긴 마찬가지였다. 상황을 확실하게 밝혀서 진술 번복이나 사건 은폐가 불가능하게 해야 한다고 판단했다. 박종철군 사건은 내 인생의 전환점이 됐다. 당시 공포심에 말을 못했거나 쇼크사라고 인정했다면 평생 마음에 짐을 안고 살았을 것

중앙대학교에서 의사 및 교수로 재직하면서 당뇨병에 대해 많은 연구를 하였으며, 현재는 서울특별시 동작구에서 오연상내과를 운영하고 있다.

## 수상
박종철 고문치사 사건 진실 규명에 기여한 공로로 1987년 한국기독교교회협의회(KNCC) 인권위원회에서 제1회 KNCC 인권상을 받았다.
죄송하다. 열사가 되는 것 보다 살아서 돌아갔으면 좋았을 텐데…— 인권상 수상 당시 박종철 부모를 만나